# Joël Delpierre
Joël Delpierre, né le 28 mai 1952 à Arras, est un footballeur français. Il évolue au poste de défenseur. 
Il est le père de Matthieu Delpierre.

## Biographie
Joël Delpierre évolue principalement en faveur du FC Metz et de l'AS Nancy-Lorraine.
Il dispute un total de 156 matchs en Division 1, marquant deux buts.
Il est demi-finaliste de la Coupe de France en 1976 avec le FC Metz.
Il participe à la Coupe des coupes lors de la saison 1978-1979 avec Nancy (quatre matchs joués).
Après sa carrière de joueur, il entraîne le club de Poitiers, en Division 3.